# روكي كارول
روكي كارول (بالإنجليزية: Roscoe Carroll)‏ ممثل أمريكي وُلد في 8 يوليو 1963 في سينسيناتي ، بأوهايو . دوره الأكثر شهرة في خدمة التحقيقات الجنائية البحرية حيث لعب دور رئيس في مسلسل ان سي أي اس : ليون فانس.

## روابط خارجية
- روكي كارول على موقع IMDb (الإنجليزية)
- روكي كارول على موقع ألو سيني (الفرنسية)
- روكي كارول على موقع أول موفي (الإنجليزية)
- روكي كارول على موقع قاعدة بيانات برودواي على الإنترنت (الإنجليزية)
- روكي كارول على موقع قاعدة بيانات الأفلام السويدية (السويدية)
- روكي كارول على موقع إن إن دي بي (الإنجليزية)
- روكي كارول على موقع قاعدة بيانات الفيلم (الإنجليزية)
- روكي كارول على موقع كينوبويسك (الروسية)